# Cathédrale de la Résurrection de Starotcherkasskaïa
Pour les articles homonymes, voir Cathédrale de la Résurrection.
La cathédrale de la Résurrection (en russe : Воскресенский войсковой собор) est une cathédrale orthodoxe et le principal monument historique de Starotcherkasskaïa en Russie. De style baroque ukrainien, c'est la première cathédrale construite en pierre dans le Don et jusqu’en 1805 elle était la cathédrale principale des cosaques du Don.

## Histoire

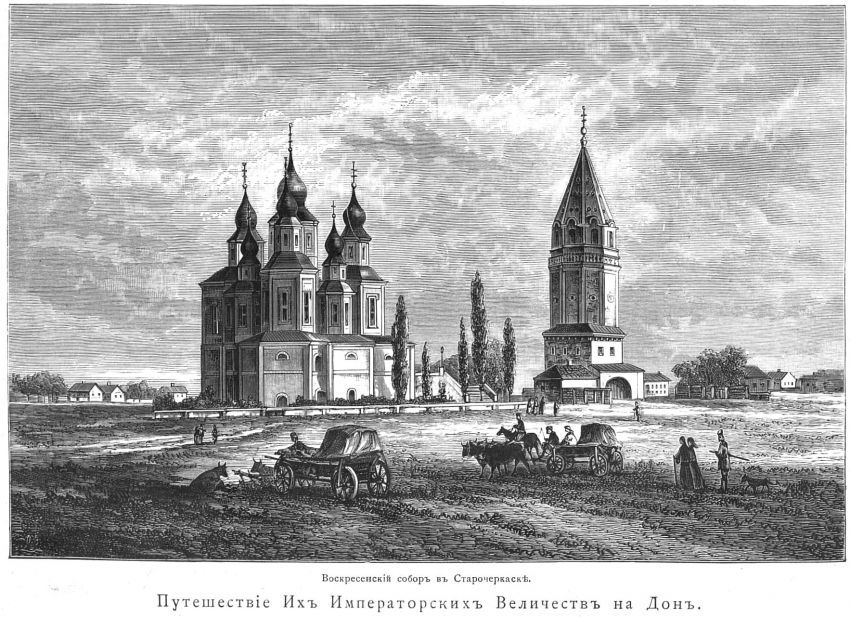
Gravure historique de la cathédrale.

Lors du siège d’Azov en 1641-1642 les cosaques font le vœu d’ériger une cathédrale s’ils parviennent à résister aux armées ottomanes. La ville ayant été défendue avec succès une cathédrale en bois est construite à Tcherkassk, la capitale cosaque. En raison des incendies récurrents dans la ville, la cathédrale brûla deux fois (en 1670 et 1687).
La cathédrale en pierre est construite de 1706 à 1719 bien qu’à l’époque un oukaze de Pierre le Grand interdisait toute construction en pierre en dehors de Saint-Pétersbourg. Pour marquer la présence russe et pacifier la région Pierre autorisa les travaux et participa même à la construction.
Le premier service est célébré 2 février 1719. En 1805 la Novotcherkassk devient la nouvelle capitale cosaque, la cathédrale de l'Ascension de Novotcherkassk remplace la cathédrale de la Résurrection en tant que principale cathédrale des cosaques du Don.

## Architecture
La cathédrale compte neuf coupoles et est haute de 49 m. Elle est flanquée d’un clocher à deux niveaux haut de 45,8 m. L’intérieur est richement décoré avec une iconostase baroque à cinq niveaux.

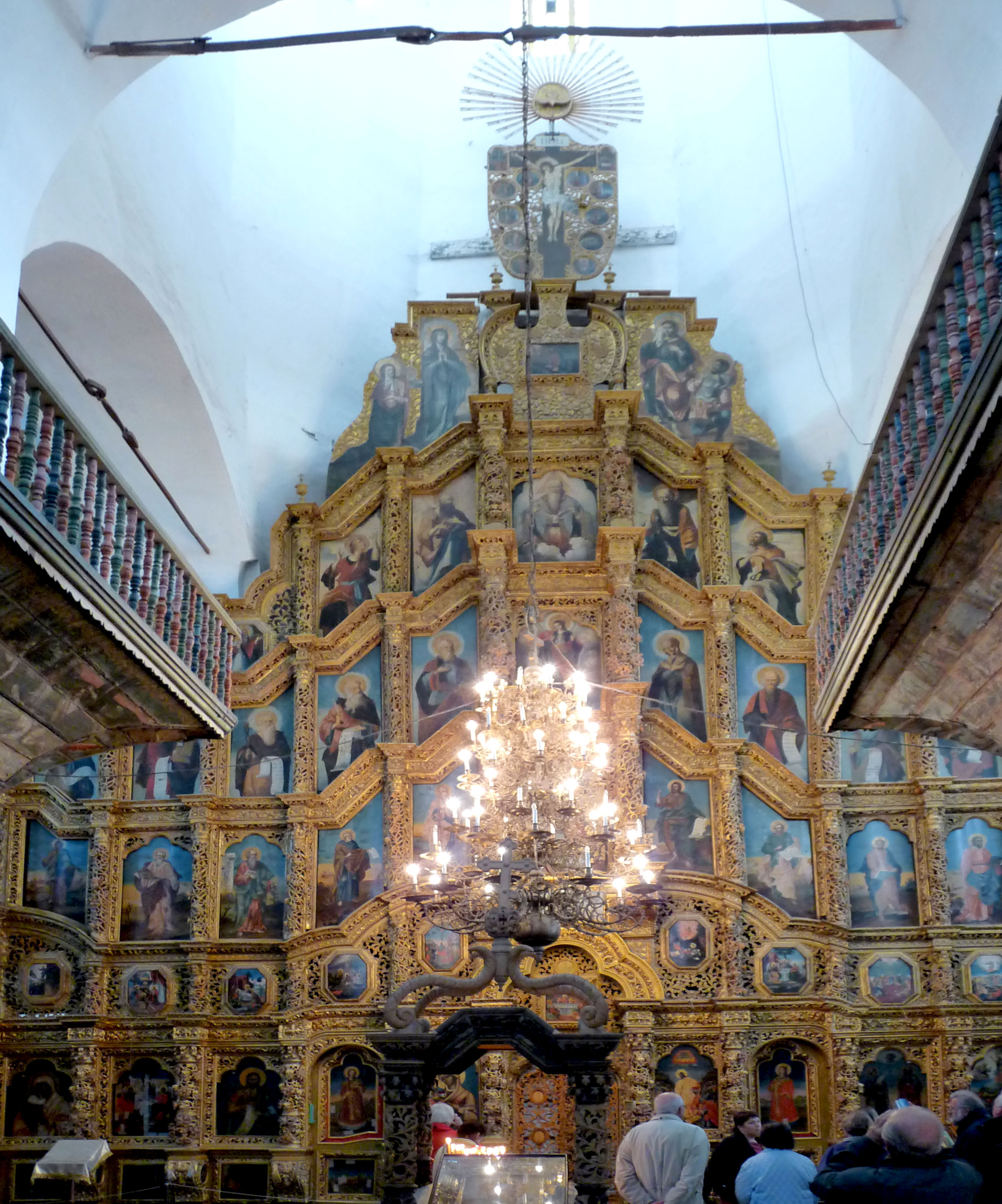
Son iconostase,
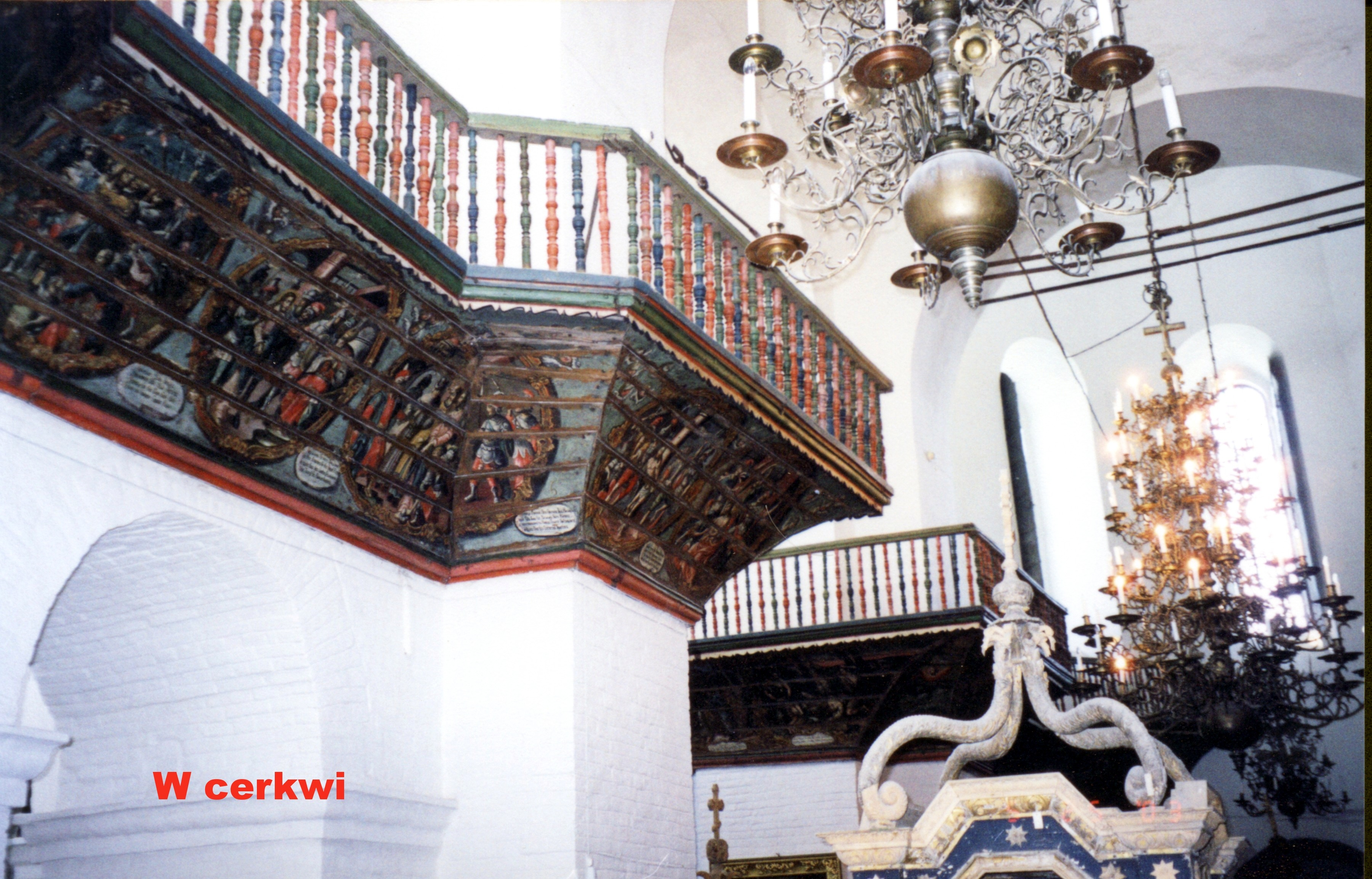
intérieur,
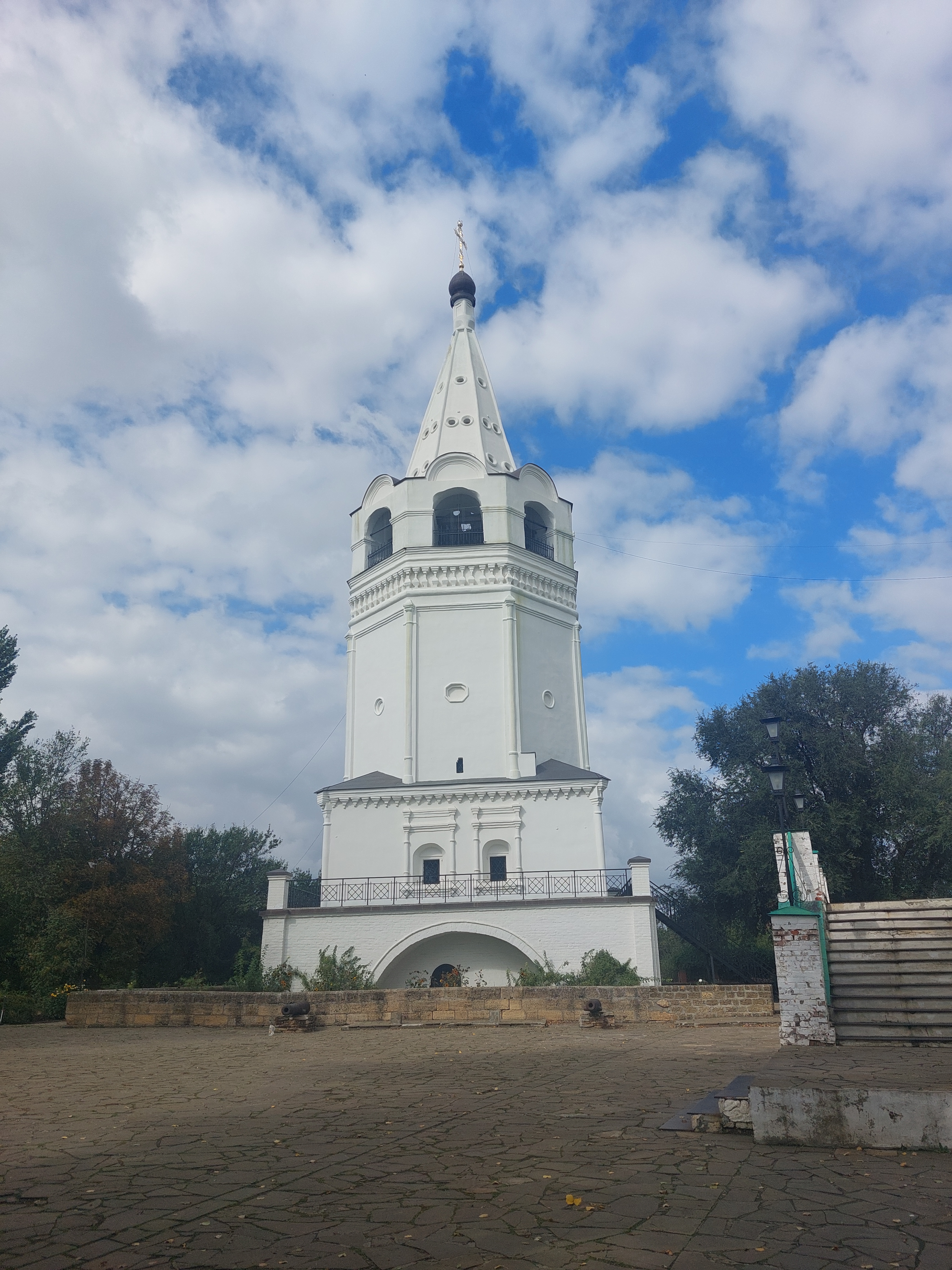
son clocher.